# Fuente Obejuna
Fuente Obejuna è un comune spagnolo situato nella comunità autonoma dell'Andalusia.

## Storia
Nel 1476 fu teatro di una cruenta rivolta dei cittadini al proprio signore feudale messa in scena nel capolavoro di Lope de Vega Fuente Ovejuna. Una testimonianza in latino lo chiama Fons Mellaria, Fonte del miele, quindi probabilmente il nome deriva da Fuente Abejuna, Fonte delle api. Il significato  Fonte delle Pecore è invece ormai invalso a causa proprio dell'opera di Lope, in cui un personaggio taccia i concittadini di viltà: ovejas sois, bien lo dice de Fuenteovejuna el nombre (siete pecore, dice bene il nome fuenteovejuna).

## Monumenti e luoghi d'interesse
- Casa Cardona (palazzo modernista)
- Chiesa della Nostra Signora del Castello

## Amministrazione

### Gemellaggi
- Carbonne, Francia.
- Gammelshausen, Germania.